# NAM-1975
NAM-1975 est un jeu vidéo de tir à la troisième personne développé et édité par SNK en 1990 sur Neo-Geo MVS, en 1991 sur Neo-Geo AES et en 1994 sur Neo-Geo CD (NGM 001),,.